# Seznam trolejbusových linek ve Zlíně a v Otrokovicích
Seznam trolejbusových linek ve Zlíně a v Otrokovicích uvádí přehled linek trolejbusů ve Zlíně a v Otrokovicích. Místní trolejbusovou dopravu zde provozuje Dopravní společnost Zlín–Otrokovice.

## Současnost
V současnosti je v provozu 13 trolejbusových linek:
- 1, (Příluky) – Slovenská – Náměstí Práce – Malenovice – Otrokovice, žel. st.
  - Provoz linky zahájen 1. ledna 1983.
  - Od 1. června 1993 byla linka zkrácena na točnu Malenovice ZPS.
  - 1. září 1994 byl provoz linky opět protažen až k železniční stanici do Otrokovic.
  - Linka slouží pouze pro jízdu vozů do/z vozovny, spoje až na Příluky od dubna 2008 nejezdí. Obslužnost byla doplněna zkrácenými intervaly linky č. 11 v souvislosti s jejím prodloužením a zavedením nové linky č. 12.
- 2, Bartošova čtvrť – Dlouhá – Náměstí Práce – Malenovice – Otrokovice, žel. st.
  - Od 29. května 1989 byla linka prodloužena z obratiště Padělky XI do zastávky Bartošova čtvrť.
- 3, Lesní čtvrť – Slovenská – Náměstí Práce – Prštné – Louky, točna
  - Provoz linky zahájen 1. ledna 1983.
  - Do roku 2003 byla trasa vedena přes zastávky Lesní čtvrť – Slovenská – Náměstí Práce – Prštné – Malenovice, Centro.
  - Linka byla v roce 2003 zrušena s tím, že obslužnost trasy Slovenská – Lesní čtvrť je zajištěna linkou č. 13.
  - Tento stav však nebyl vyhovující a od 1. srpna 2004 byl provoz linky 3 obnoven a díky nákupu nízkopodlažních trolejbusů zčásti veden po nové trase, čímž nahradil autobusovou linku č. 57 v úseku Louky, křižovatka - Louky, točna.
- 4, Podhoří - Náměstí Práce - Dlouhá - Vršava - Štípa, pož. zbroj. - Lešná, ZOO - Kostelec, střed - Vršava - Dlouhá - Náměstí Práce - Podhoří (polookružní linka)
  - Provoz linky zahájen 1. ledna 1983 v úseku Podhoří - Vršava.
  - Dne 1. června 2019 byla linka prodloužena do zast. Lešná, ZOO a stala se polookružní linkou.
- 5, Podhoří - Náměstí Práce - Dlouhá - Vršava - Kostelec, střed - Lešná, ZOO - Štípa, pož. zbroj. - Dlouhá - Náměstí Práce - Podhoří
  - Provoz linky byl zahájen 3. června 1985 původně na trase Bartošova čtvrť – Obratiště Sportovní Hala v souvislosti v otevřením úseku Nemocnice – Bartošova čtvrť.
  - Záhy, 29. května 1989, byla linka zkrácena do obratiště Padělky IX po trase Padělky IX – Obratiště Sportovní Hala, zatímco linka č. 2 prodloužena na smyčku Bartošova čtvrť.
  - 1. července 1991 byla linka opět prodloužena na Bartošovu čtvrť. Obratiště v ulici Padělky IX je od tohoto data mimo provoz.
  - Provoz ukončen v druhé polovině roku 1997.
  - Provoz linky byl obnoven 1. června 2019, avšak v trase Podhoří - Lešná, ZOO - Podhoří (polookružní linka, jede v opačném směru linky 4)

- 6, Jižní Svahy, Kocanda – Náměstí Práce – Malenovice – Otrokovice, žel. st.
  - Provoz zahájen 29. května 1989 v souvislosti s otevřením nové trati na Jižní Svahy, původně v úseku Jižní Svahy, Česká – Malenovice ZPS.
  - Od 1. června 1993 byla linka č. 6 prodloužena na nádraží do Otrokovic.
- 7, Jižní Svahy, Kocanda – U Zámku – Náměstí Práce – Sportovní hala
  - Provoz zahájen 29. května 1989 v souvislosti s otevřením nové trati na Jižní Svahy.
  - Linka jezdí od roku 30. června 2007 pouze ve velmi omezeném počtu.
- 8, Jižní Svahy, Kocanda – U Zámku – Školní – Dlouhá – Baťova nemocnice – Slovenská – Náměstí Míru – U Zámku – Jižní Svahy, Kocanda (polookružní linka)
  - Provoz zahájen 29. května 1989 v souvislosti s otevřením nové trati na Jižní Svahy.
  - Do roku 2000 vedena do smyčky Jižní Svahy, Česká. Prodloužena do smyčky Jižní Svahy, Kocanda v souvislosti s otevřením nového úseku Česká – Jižní Svahy, Kocanda.
- 9, Jižní Svahy, Středová – U Zámku – Školní – Slovenská – Baťova nemocnice – Dlouhá – Náměstí Míru – U Zámku – Jižní Svahy, Středová (polookružní linka)
  - Provoz zahájen 29. května 1989 v souvislosti s otevřením nové trati na Jižní Svahy.
  - Do 31. května 1992, před otevřením úseku Slunečná – Jižní Svahy, Středová, vedena do smyčky Jižní Svahy, Česká.
- 10, Jižní Svahy, Středová – U Zámku – Náměstí Práce – Malenovice, Centro (do roku 2004 Jižní Svahy, Středová - Sportovní hala)
  - Provoz zahájen 1. června 1992 v souvislosti s otevřením nové smyčky Jižní Svahy, Středová.
- 11, Lužkovice, Na Gruntech – Příluky, Prům. zóna - točna – (Příluky, Za Kapličkou) – Příluky – Slovenská – Náměstí Práce – Sportovní hala
  - Provoz zahájen 1. září 1994, původně v úseku Příluky – Malenovice ZPS.
  - Do roku 2005 vedena v úseku Příluky - Malenovice, Centro. Od 1. června 2005 prodloužena, v souvislosti s nákupem hybridních trolejbusů, po nové trase Prům. zóna - točna – Malenovice ZPS. [2]
  - Od 30. června 2007 je pak linka zkrácena a vedena z úseku Průmyslová zóna - točna, Sportovní hala. [3]
  - Od 1. září 2009 zajíždí linka 11 až na smyčku Lužkovice, Na Gruntech. [4]
  - Od prosince roku 2014 má linka 11 novou smyčku Antonínova, přičemž vozy střídají smyčky Sportovní hala a Antonínova v závislosti na denní době a poptávce cestujících při dopravě k poliklinice.
- 12, Želechovice, křižovatka – Příluky – Slovenská – Náměstí Práce – Sportovní hala
  - Provoz zahájen 1. dubna 2008. [5]
  - Od prosince roku 2014 má linka 12 novou smyčku Antonínova, přičemž vozy střídají smyčky Sportovní hala a Antonínova v závislosti na denní době a poptávce cestujících při dopravě k poliklinice.
- 13, Lesní čtvrť – Slovenská – Náměstí Práce – Sportovní hala
  - Provoz zahájen 1. září 1994.
- 14, Jižní Svahy, Středová – U Zámku – Náměstí Práce – Sportovní hala
  - Provoz zahájen 30. června 2007. [6]

## Zrušené linky
- 18, Jižní Svahy, Kocanda – U Zámku – Školní – Náměstí Míru – U Zámku – Jižní Svahy, Kocanda (polookružní linka)
  - Provoz zahájen 1. září 2010 jako reakce na menší poptávku v části úseku linky č. 8. Jednalo se o zkrácenou linku č. 8. [7]
  - Provoz ukončen k 1. únoru 2011. [8]
- 21, Sportovní hala – Náměstí Práce – Školní – Dlouhá – Baťova nemocnice – Slovenská – Náměstí Míru – Náměstí Práce – Sportovní hala (polookružní linka)
  - Provoz ukončen 29. května 1989 při otevření trolejbusové tratě na Jižní Svahy – nahrazen linkou č. 9
- 22, Sportovní hala – Náměstí Práce – Školní – Slovenská – Baťova nemocnice – Dlouhá – Náměstí Míru – Náměstí Práce – Sportovní hala (polookružní linka)
  - Provoz ukončen 29. května 1989 při otevření trolejbusové tratě na Jižní Svahy – nahrazen linkou č. 8

## Linkové vedení do 31. prosince 1982
- A, Sportovní hala – Náměstí Práce – Školní – Dlouhá – Baťova nemocnice – Slovenská – Náměstí Míru – Náměstí Práce – Sportovní hala
  - Provoz zahájen 27. ledna 1944, s původní konečnou v zastávce Náměstí Práce.
  - V roce 1979 byla linka prodloužena do nově vybudovaného obratiště Sportovní hala.
  - Linka byla přeznačena pod číslo 21.
- B, Sportovní hala – Náměstí Práce – Školní – Slovenská – Baťova nemocnice – Dlouhá – Náměstí Míru – Náměstí Práce – Sportovní hala
  - Provoz zahájen 27. ledna 1944, s původní konečnou v zastávce Náměstí Práce.
  - V roce 1979 byla linka prodloužena do nově vybudovaného obratiště Sportovní hala.
  - Linka byla přeznačena pod číslo 22.
- C, Podhoří – Náměstí Práce – Slovenská – Lesní čtvrť
  - Provoz zahájen 27. ledna 1944, původně v úseku Náměstí Práce – Lesní čtvrť.
  - Od prosince 1946 byla linka prodloužena na smyčku v Prštném a na krátkou chvíli nahradila linku D.
  - Od prosince roku 1957 je v souvislosti se zrušením smyčky v Prštném přetrasována linka C z Náměstí Práce na nový úsek přes Strhanec na smyčku Podhoří (dnes sv. Čecha).
  - 4. září 1980 byla linka prodloužena na novou smyčku Podhoří, umístěnou blíže nově budovanému sídlišti.
  - Linka byla zrušena a nahrazena linkami č. 3 a č. 4 v úseku Malenovice, ZPS – Lesní čtvrť, resp. Podhoří – Vršava.
- D, Nádraží Otrokovice – Malenovice – Náměstí Práce – Dlouhá – Padělky IX
  - Provoz zahájen 15. července 1944, původně v úseku Náměstí Práce – Prštné.
  - Linka byla od prosince 1946 do 6. listopadu 1947 na krátkou chvíli nahrazena linkou C.
  - Od 6. listopadu 1947 byla trasa linky změněna do nově vybudovaného úseku Náměstí Práce – Vršava.
  - V srpnu 1949 byla linka prodloužena do nově otevřeného úseku směrem na Otrokovice, přes Náměstí Práce do Malenovic.
  - 7. listopadu 1950 byla linka v souvislosti s otevřením úseku Malenovice – Kvítkovice prodloužena na provizorní obratiště v Kvítkovicích.
  - Od 1. srpna 1964 byla linka D zkrácena do nové smyčky Padělky I. Ke konci 60. let byla tato smyčka zrušena a posunuta do ulice Padělky IX, kam byla linka D přesunuta.
  - Linka byla přeznačena pod číslo 2.
- M, Malenovice ZPS – Náměstí Práce – Dlouhá – Vršava
  - Zahájena 1. srpna 1964 v souvislosti se zprovozněním smyčky Malenovice ZPS.
  - Linka byla zrušena a nahrazena linkami č. 3 a č. 4 v úseku Malenovice ZPS – Lesní čtvrť, resp. Podhoří – Vršava.